# フォルクスワーゲン・アルテオン
アルテオン（Arteon）は、ドイツの自動車メーカー、フォルクスワーゲンが製造・販売していた中型（Dセグメント）5ドアファストバック及びステーションワゴンである。

## 歴史

### 初代（2017年 - 2024年）
CCの後継車種にあたり、かつフィデオンが存在する中国を除く市場でフラッグシップとなるモデルである。サッシュレスドアを持つ、いわゆるピラードハードトップ車に類する。なお、中国市場では「CC」の車名で販売されている。
流麗かつダイナミックなファストバックデザインは、 セダンの快適性、ステーションワゴンの機能性、クーペのスタイリッシュさを兼ね備える。 ボディサイズは、ベースとなるパサートよりも一回り大きく、2,835mmのロングホイールベースを確保し、広大な室内空間を確保している。また、MQBの採用により広大な室内空間を確保している。特に、リヤシートはクラストップレベルのレッグルームと、長いルーフがもたらす頭上空間により、ワンランク上の快適性を実現した。ファストバックのラゲッジスペースは 563ℓ～1,557ℓと、ステーションワゴンに等しい積載能力を有する。
本車種はVWの最新技術を集約したテクノロジーショーケースとしての一面も有している。最新のデジタルインターフェースはもちろんのこと、Volkswagenオールイン・セーフティに基づき、後方からの衝突にも対応する機能が強化された「プロアクティブ・オキュパント・プロテクション」のほか、デジタルメータークラスター「Active Info Display（アクティブインフォディスプレイ）」などの先進テクノロジーや、渋滞時追従支援システム「Traffic Assist（トラフィックアシスト）」などの運転支援システムを数多く採用した。
2020年7月9日、フェイスリフトを発表。同時にステーションワゴンとしての機能性とスポーツカーを想起させるデザインを兼ね備えた「シューティングブレーク」も追加設定された。また、パワートレインとして、ターボチャージャー付き2.0 L TSIエンジンを搭載するパフォーマンスモデルの「R」、2.0 L 自然吸気ガソリンエンジンにモーターを組み合わせたプラグインハイブリッド車（PHEV）の「eHybrid」も追加設定された（日本未導入）。なお、「R」および「eHybrid」はファストバック・シューティングブレークそれぞれに設定される。
2023年、生産終了を発表。ラインアップの複雑さを軽減し、より収益性を高めることを目的に、ゴルフやティグアンといった、量販が見込まれるコアモデルに注力するべく、廃止されることとなった。

#### 日本での販売
2017年10月25日、日本仕様の販売を開始。導入当初に用意される2グレードは、いずれも「R-Line」仕様となり、スポーティーかつアグレッシブなR-Line バンパーが採用される。インテリアはブラック基調で仕上げられ、シートトリムにはナパレザーを採用。本アルミを用いたデコラティブパネルやピアノブラックのセンターパネルなどと相まって、スポーティさと上質さを兼ね備える。パワートレインは、206kW（280PS）の最高出力と、350Nmの最大トルクを発生する2.0TSIエンジンの1種類のみ。これに、ゴルフR（7.5）に初搭載された湿式 7速DSGを組み合わせる。また、駆動方式はフルタイム4WD（4MOTION）を採用した。
2018年10月26日、新グレード「TSI 4MOTION Elegance」を追加発売。内装はチタンブラック、ミストラルグレー、バレンシアブラウンの3色のカラーバリエーションを設けたナパレザーシートを採用し、デコラティブパネルにはウッドパネルを採用。外観は専用フロントバンパーを装備し、ドアミラーやアルミホイールはシルバーとした。その他、専用装備としてステアリングヒーターも装備された。併せて、既存の「TSI 4MOTION R-Line Advance」を含めて選択可能の新オプションとして、プレミアムサウンドシステム「Dynaudio」と電動パノラマスライディングルーフ（電動サンシェード、UVカット機能付）で構成された「ラグジュアリーパッケージ」が設定された。
2021年7月13日、マイナーチェンジ。フロントおよびリアのエクステリアデザインを変更し、ワゴンタイプの「シューティングブレーク」が追加設定された。インテリアは、新たにダッシュパネルの最上部とドアトリムをレザレットでカバーした上、ステッチ装飾を施した。またエアコンの操作スイッチを従来の物理式ダイヤルからデジタル式へとしたほか、ゴルフ8にも採用される同一車線内全車速運転支援システム「Travel Assist」を全車標準装備とした。グレード展開は従来を引き継ぎ、「TSI 4MOTION R-Line」・「TSI 4MOTION R-Line Advance」・「TSI 4MOTION Elegance」の3グレード。シューティングブレークも同じグレード体系で展開される。
2022年8月9日、仕様変更（同月中旬以降順次出荷）。USB type-Cポートの給電機能をUSB PD規格に対応した。また、仕様変更に加えて原材料費等の急激な価格上昇に伴う工場出荷価格の上昇を受けて車両本体価格（メーカー希望小売価格）が改定され、グレードにより、アルテオンは22.11万円～23.89万円（10%相当の消費税込）、アルテオンシューティングブレークは22.71万円～24.5万円（10%相当の消費税込）それぞれ値上げされた。
2024年、上記の生産終了に伴い、日本市場においても販売を終了した。